# Edmund Saussen
Edmund Saussen (* 21. Juni 1927 in Hamburg; † nach 1975) war  ein deutscher Schauspieler bei Bühne, Film und Fernsehen.

## Leben und Wirken
Der gebürtige Hamburger spielte nach seiner Schauspielausbildung zehn Jahre lang am Landestheater Darmstadt, wo man ihn unter anderem als Valori in Frank Wedekinds König Nicolo und als Baumgarten in Schillers Wilhelm Tell sehen konnte, ehe er für weitere zehn Jahre ans Bayerische Staatsschauspiel nach München wechselte. Zu dieser Zeit begann Saussen auch in Fernsehspielen mitzuwirken, das für ihn die unterschiedlichsten Rollen bereithielt. 1969 und 1971 war er Fernsehfilmpartner von Heinz Rühmann in den beiden ZDF-Produktionen Sag’s dem Weihnachtsmann und Der Pfandleiher. Nach einem Auftritt in einer Folge von Der Kommissar endete Edmund Saussens Karriere vor der Kamera. Danach konzentrierte er sich wieder ganz auf die Theaterarbeit (etwa an den Städtischen Bühnen von Freiburg in den 1980er Jahren).

## Filmografie
- 1957: Ganz groß in Kleinigkeiten
- 1959: Die Stimme aus dem Hut
- 1963: Maria Stuart
- 1965: Des Meeres und der Liebe Wellen
- 1966: Der Käfig
- 1967: Das Gold der Bayern
- 1967: Der Werbeoffizier
- 1968: Wie es euch gefällt
- 1969: Sag’s dem Weihnachtsmann
- 1971: Der Pfandleiher
- 1972: Oscar Wilde
- 1975: Polly oder Die Bataille am Bluewater Creek
- 1975: Der Kommissar; Folge: Fährt der Zug nach Italien?

## Hörspiele
- 1960: Lonnie Coleman: Kein Weg nach Bartow – Regie: Hans Rosenhauer
- 1967: Friedrich Hebbel: Agnes Bernauer – Bearbeitung und Regie: Hermann Wenninger